# Lacrouzette
Lacrouzette – miejscowość i gmina we Francji, w regionie Oksytania, w departamencie Tarn.
Według danych na rok 1990 gminę zamieszkiwały 1854 osoby, a gęstość zaludnienia wynosiła 64 osób/km² (wśród 3020 gmin regionu Midi-Pireneje Lacrouzette plasuje się na 196. miejscu pod względem liczby ludności, natomiast pod względem powierzchni na miejscu 323.).